# Кузякин, Александр Петрович
Александр Петрович Кузякин (2 февраля 1915 — 17 апреля 1988) — советский зоолог и териолог, специалист по Рукокрылым и Чешуекрылым. Профессор и заведующий кафедрой зоологии Московского областного педагогического института им. Н. К. Крупской. Разработал новое научное направление в зоогеографии — Ландшафтная зоогеография. Был научным руководителем нескольких поколений отечественных учёных, среди которых П. П. Второв, Л. Н. Мазин, С. В. Мараков, Р. Л. Наумов, Ю. С. Равкин, Ю. И. Чернов и многие другие.

## Биография
Родился 20 января (2 февраля) 1915 года в селе Большие Кармаки (ныне село Успенка) Тюменского уезда, Тобольской губернии. Он рос в большой крестьянской семье. Его мать умерла, когда маленькому Шуре было всего 2 года. Его отец, Пётр Афанасьевич Кузякин, женился на женщине, у которой было своих 4 детей вдобавок к 10 детям первоначальной семьи. С раннего возраста он ухаживал за многочисленным домашним скотом.

### Образование
В 1922 году переехал к сестре Евдокии Петровне в Тюмень. Там он посещал краеведческий музей, где его наставником стал препаратор А. М. Кузнецов, который в молодости был проводником по Южной Сибири и Казахстану у Альфреда Брема.
В 1927 году он в течение трех лет участвовал в работе кружка преподавателя биологии Тюменского педагогического техникума Ф. Ф. Ларионова (отец онколога Л. Ф. Ларионова и орнитолога В. Ф. Ларионова).
Семья пострадала от коллективизации, отец был расстрелян, родственники разъехались. В 1929 году Кузякин вынужден был бросить школу и самостоятельно бежать в Москву. Любовь к животным привела его в Московский зоопарк, к П. А. Мантейфелю, организатору КЮБЗа. Так он устроился на временную работу и поселился в узкой каморке Зоопарка рядом с крысятником.
В 1930—1932 годах работал в Московском зоопарке. Был помощником руководителя по отлову живых хищников на Северном Урале, вместе с С. П. Наумовым проводил занятия по полевой практике студентов-охотоведов на Средней Волге, занимался отловом живых пресмыкающихся в Туркмении. Попутно он коллектировал землероек, рукокрылых и грызунов. В Ташкенте состоялось его знакомство с Р. Н. Мекленбурцевым, который изучал летучих мышей. Кузякин научился у него добывать и правильно обрабатывать рукокрылых для научных коллекций. Профессор С. И. Огнёв предоставил место для их обработки в своей лаборатории.
В 1932—1935 годах учился на рабочем факультете при Московском институте пушно-мехового хозяйства в Балашихе.
Начиная с 1935 года, активно занимался медицинской зоологией, изучая очаги клещевого спирохетоза и кожного лейшманиоза в Средней Азии. Он первым из териологов показал роль млекопитающих в существовании лейшманиозных очагов. В июне перевёлся на Биологический факультет МГУ.
В июне 1941 года, сразу после окончания МГУ, проводил по поручению Наркомздрава СССР противоэпидемические работы в медицинских учреждениях Москвы и в местах расположения войск Центрального, Сталинградского и Калининского фронтов. За эти работы был награждён медалями.
В октябре 1944 года окончил аспирантуру и через 2 месяца защитил кандидатскую диссертацию по кожному лейшманиозу, или пендинке, на тему «Сезонная пендинка, факторы её очаговости и меры массовой профилактики».

### Педагогическая работа
В марте 1952 года перешёл работать на кафедру зоологии Московского областного педагогического института им. Н. К. Крупской (МОПИ). В декабре того же года он был избран профессором этой кафедры, а год спустя ему присвоили звание профессора.
С конца 1952 по 1981 год исполнял обязанности заведующего кафедрой. Подготовил и в течение 16 лет (1946—1962 гг.) с некоторым перерывом читал курс «Медицинская зоология (природные зоонозы и экологические основы их профилактики)» на кафедре военной эпидемиологии Центрального института усовершенствования врачей. Многие годы слушателями курса были студенты биологического и географического факультетов МГУ им. М. В. Ломоносова. Как спецкурс «Медицинская зоология» преподавалась Александром Петровичем студентам биолого-химического и географо-биологического факультетов МОПИ, а в годы работы Александра Петровича в КНР (1957-1958 гг.) — китайским аспирантам и преподавателям зоологии и зоогеографии.
В 1950 году из печати вышла книга «Летучие мыши (систематика, образ жизни и польза для сельского и лесного хозяйства)», которая стала этапной в жизни автора и послужила фундаментом докторской диссертации на тему «Рукокрылые Средней и Северной Палеарктики», которую он защитил в том же году. Сам он стал признанным лидером в этой области у нас в стране. И в дальнейшем рукокрылые неизменно оставались в центре его внимания.
После создания в 1973 году Всесоюзного териологического общества (ВТО) АН СССР и образования в нём Комиссии по рукокрылым, которую он возглавлял, деятельность в этой области териологии получила новый импульс.
К 1988 году, совместно с П. П. Стрелковым, М. Ф. Ковтуном и В. А. Орловым, было проведено 4 Всесоюзных совещания по этой группе млекопитающих.

### Коллекционная работа
Зоологическому коллекционированию был верен до последних лет жизни. Им была собрана обширная коллекция мелких млекопитающих, особенно рукокрылых, добытых им в экспедициях. Кроме того он был страстным «охотником за бабочками». Сейчас основная часть его уникальных коллекций хранится в фондах Дарвиновского музея.
Скончался 17 апреля 1988 года в Москве, был похоронен на Щербинском кладбище.

## Научная работа
В июне 1946 года и в апреле-июле 1947 года проводил орнитологические наблюдения и оологические сборы на северном побережье Аральского моря. Его данные сохраняли актуальность в начале XXI века, в 2013 году было опубликовано новое издание его статьи об этом.
В 1948 году участвовал в совещании по созданию государственных лесных полос. Так началось ещё одно направление его научной деятельности — сельскохозяйственная зоология. В рамках этого направления им были опубликованы разделы в учебнике «Курс зоологии» (Бобринский, Матвеев, 1949), и др. изданиях.

### Теория эволюции
В январе 1934 года Кузякин подписал с Зоологическим институтом АН СССР издательский договор на подготовку монографии по рукокрылым для серии «Фауна СССР». Работая над этой монографией (которая вышла в 1950 году и надолго стала классическим пособием по рукокрылым), он создал собственную теорию скачкообразного видообразования. Согласно ей, новые виды возникают не путём длительного естественного отбора малых изменений и географической дивергенции, а внутри ареала родоначального вида в форме качественного скачка: «Самка одного вида родит детенышей (или детеныша) другого вида, морфологически близкого, но качественно отличного». Известно, что подобным образом возникают полиплоидные формы у растений и ряда групп животных (но не млекопитающих). Для подтверждения своей гипотезы Кузякин обработал коллекции многих музеев, а также собрал свою собственную обширную коллекцию зверьков. 
В ноябре 1939 года Кузякин доложил смысл своей теории на заседании секции зоологии Московского общества испытателей природы, а в 1940 и 1941 гг. сделал по этой теме ещё два доклада. В 1941 году он отослал статью с изложением своей концепции в Ленинград для публикации в готовящемся VI томе «Трудов Зоологического института». Получив от рецензента, профессора С. А. Чернова, отрицательный отзыв, он направил в ответ резкое письмо, в котором требовал предоставить примеры переходных форм между известными видами, а также ссылался в свою защиту на положения диалектики, на Ф. Энгельса и на корифея марксистско-ленинской философии академика М. Б. Митина. Однако статья всё равно не вошла в «Труды...»
Вскоре после августовской сессии ВАСХНИЛ 1948 года он направил директору Зоологического института Е. Н. Павловскому письмо, в котором предлагал опубликовать свои работы по видообразованию, ссылаясь уже на их сходство с концепцией Т. Д. Лысенко и выражая уверенность в поддержке со стороны нового декана биофака МГУ (которым стал И. И. Презент) и Отдела науки ЦК ВКП(б). Чернов, которого Кузякин назвал «стряпчим непролазной схоластики», вскоре попал в больницу, хотя других последствий для него письмо Кузякина не имело. Публиковать статью последнего академик Павловский снова отказался. Осенью 1950 года Лысенко выступил в МГУ с лекцией о скачкообразном происхождении видов. После его выступления к нему обратился Кузякин, сообщив, что разработал аналогичную теорию на материале летучих мышей, но Лысенко неожиданно оборвал Кузякина, закричав: «Вы за приоритет? Возьмите его!» В результате тот был уволен из МГУ, а статья «Близкие виды» опубликована лишь в 1956-1958 гг. Сам Александр Петрович оценивал свою концепцию видообразования как самое важное и существенное из всего сделанного им в науке.

### Зоогеография
Разъяснял различие понятий зоогеографии и геозоологии, объединяя их в «географию животных» суши. Он считал, что зоогеография должна изучать животное население ландшафтных зон, районов и ландшафтов, а геозоология — распространение (ареалы) отдельных видов, систематических групп и фаунистических комплексов.
Предложил термин «Зоота» для обозначения комплекса фоновых видов животного населения ландшафтов и ландшафтных зон. Зоогеографическое районирование, по его мнению, должно быть заменено зонально-ландшафтным делением.

### Энтомология
Собрал около 21 тысячи экземпляров бабочек. Эта коллекция имеет серийные подборки по 70 % видового состава чешуекрылых СССР.
В 1977 году подготовил систематический каталог (до подвидов) «Булавоусые (Rhopalocera) фауны СССР». Он не был напечатан, но его машинописные копии использовались учёными.

### Организация науки
Принимал активное участие в организации съездов териологов и исследовании Рукокрылых. Пользовался большим авторитетом в, как он называл, «братстве летучемышатников».

### Систематика
Описал несколько видов и подвидов отряда рукокрылые (автор Kuzjakin или Kuzyakin):
- Myotis auracens Kuzyakin, 1935 (Myotis mystacinus Mayer & al. 2007)
- Eptesicus bobrinskoi Kuzyakin, 1935[19]
- Plecotus macrobullaris Kuzyakin, 1965[20]
- Myotis bucharensis Kuzyakin, 1950[21] — Бухарская ночница
- Myotis natteri tschuliensis Kuzyakin, 1935[21]
- Martes zibelina schantaricus Bobrinskii, Kuznetsov, Kuzyakin, 1944[21]
- Martes zibelina arsenjevi Bobrinskii, Kuznetsov, Kuzyakin, 1944[21]
- Myotis sogdianus Kuzyakin, 1934 (Myotis nipalensis)[21]

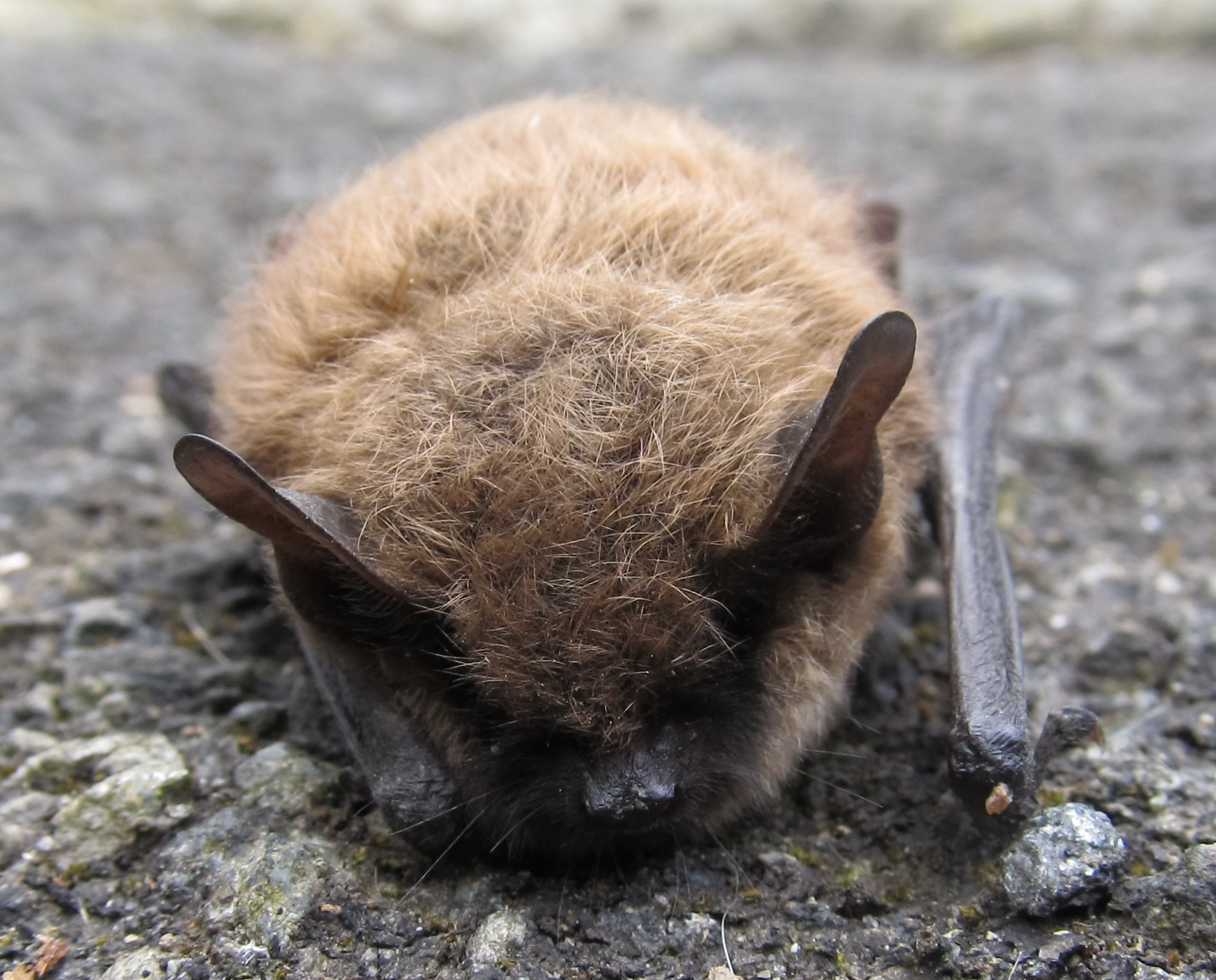
Myotis mystacinus
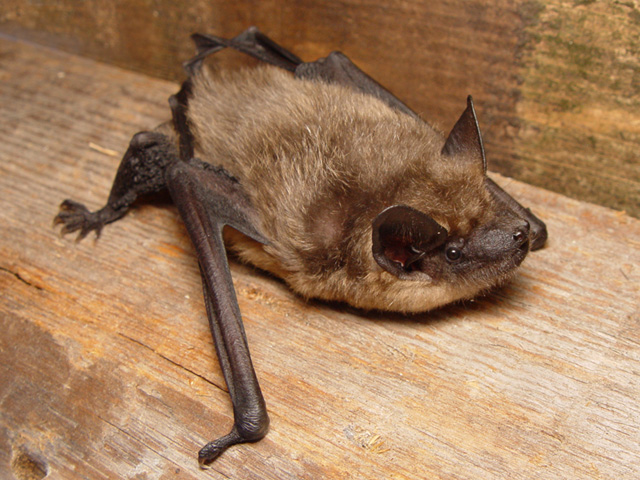
Eptesicus serotinus
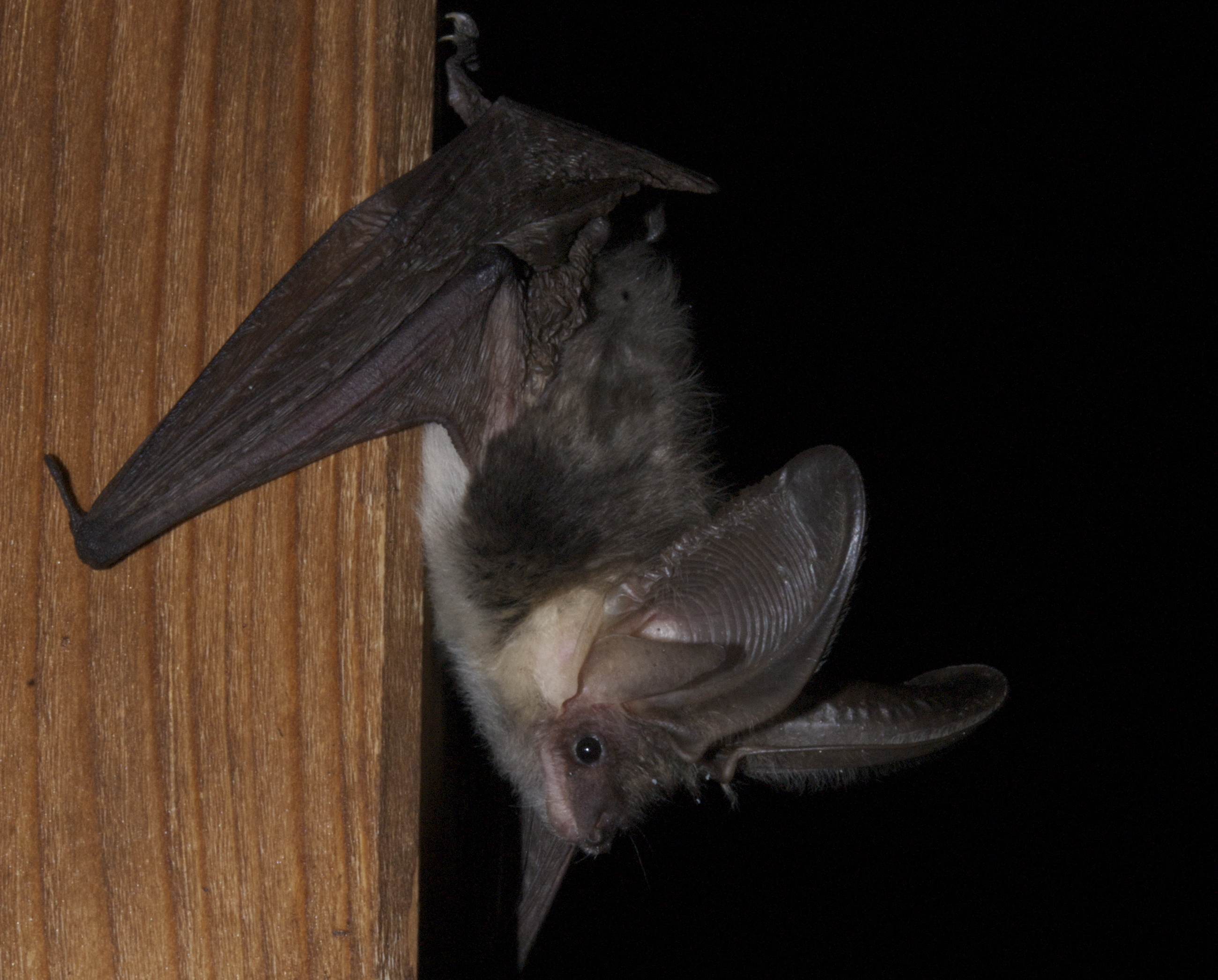
Plecotus macrobullaris

## Награды
- Медаль «За оборону Москвы»
- Медаль «За оборону Сталинграда»
- Медаль «За доблестный труд в Великой Отечественной войне 1941—1945 гг.»
- Медаль «Китайско-советская дружба»
- Медаль «Ветеран труда»

## Членство в организациях

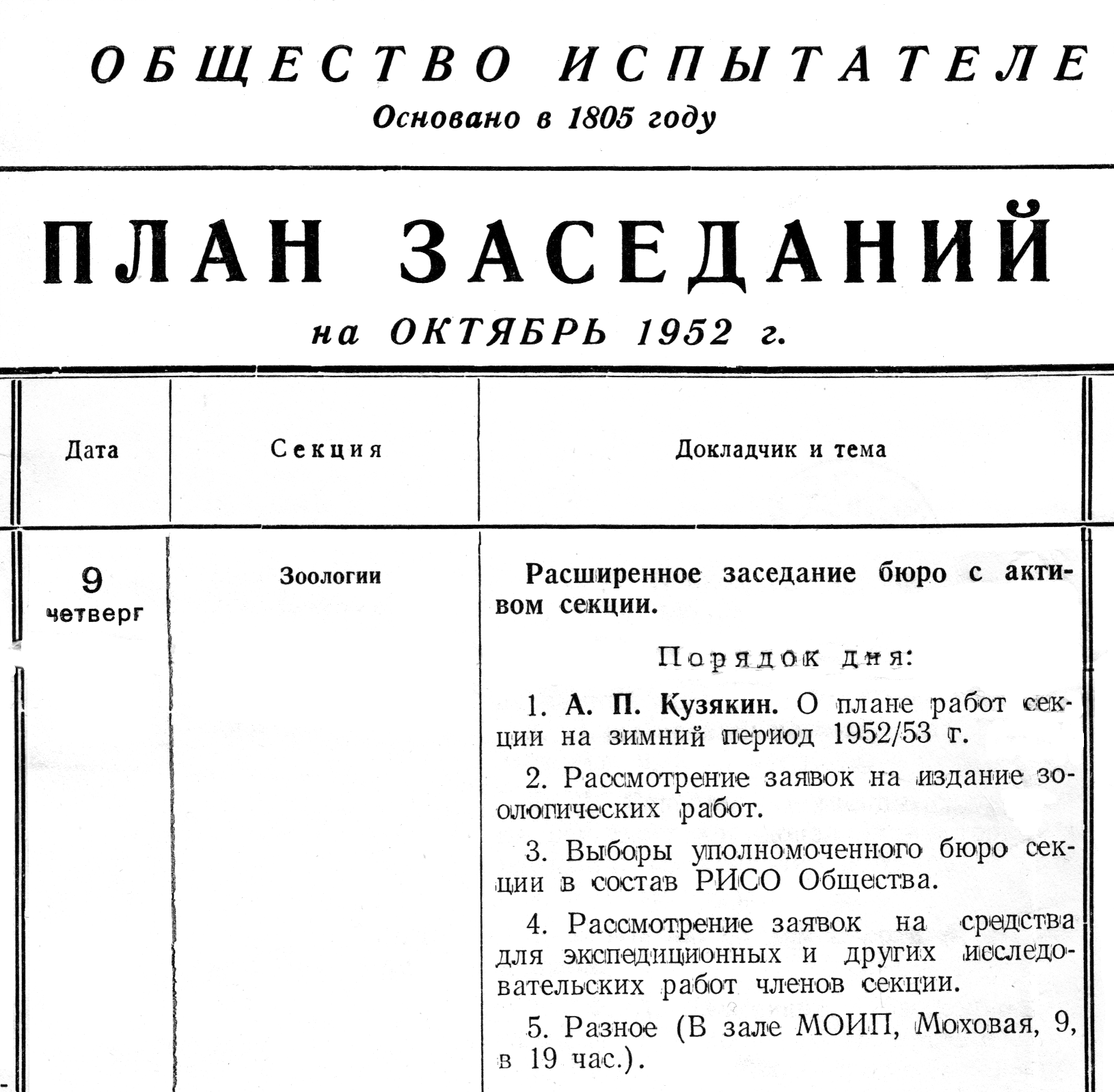
План заседаний МОИП. Секция зоологии, 1952 г.

- Московское общество испытателей природы (МОИП) — руководитель секции зоологии.
- Всесоюзное териологическое общество.
- Всесоюзное орнитологическое общество.
- Всесоюзное энтомологическое общество.
- Всесоюзное географическое общество.

## Память
Конференции и чтения памяти А. П. Кузякина:
- В 1989, 1990 и 1995 годах секцией зоологии МОИП совместно с московскими отделениями Всесоюзных териологического, орнитологического и энтомологического обществ и Комиссии биогеографии Московского центра Географического общества были организованы конференции, посвящённые памяти А. П. Кузякина.
- В 2015 году, к 100-летию со дня рождения А. П. Кузякина были проведены Чтения его памяти на заседаниях Кафедры биогеографии Географического факультета МГУ и Кафедры биологии и экологии организмов Московского государственного областного университета (бывший МОПИ).

Выставки:
- К 100-летию: 31 января — 26 апреля 2015 года в основном здании Государственного Дарвиновского музея прошла выставка «Учёный, педагог, путешественник» посвящённая А. П. Кузякину.
- К 90-летию: 1 февраля — 20 марта 2005 года Государственный Дарвиновский музей представил выставку «Ученый, педагог, путешественник, профессор А. П. Кузякин».

В честь А. П. Кузякина названы:
- Подвид бабочки рода Сатиры — Satyrus ferula kuzakini.